# Psammotettix cahuilla
Psammotettix cahuilla är en insektsart som beskrevs av Van Duzee 1925. Psammotettix cahuilla ingår i släktet Psammotettix och familjen dvärgstritar. Inga underarter finns listade i Catalogue of Life.